# Porumbel cu ochi galbeni
Porumbelul cu ochi galbeni (Columba eversmanni) este o specie de pasăre din genul Columba din familia Columbidae. Se înmulțește în sudul Kazahstanului, Uzbekistan, Turkmenistan, Tadjikistan, Kârgâzstan, Afganistan, nord-estul Iranului și nord-vestul extrem al Chinei.

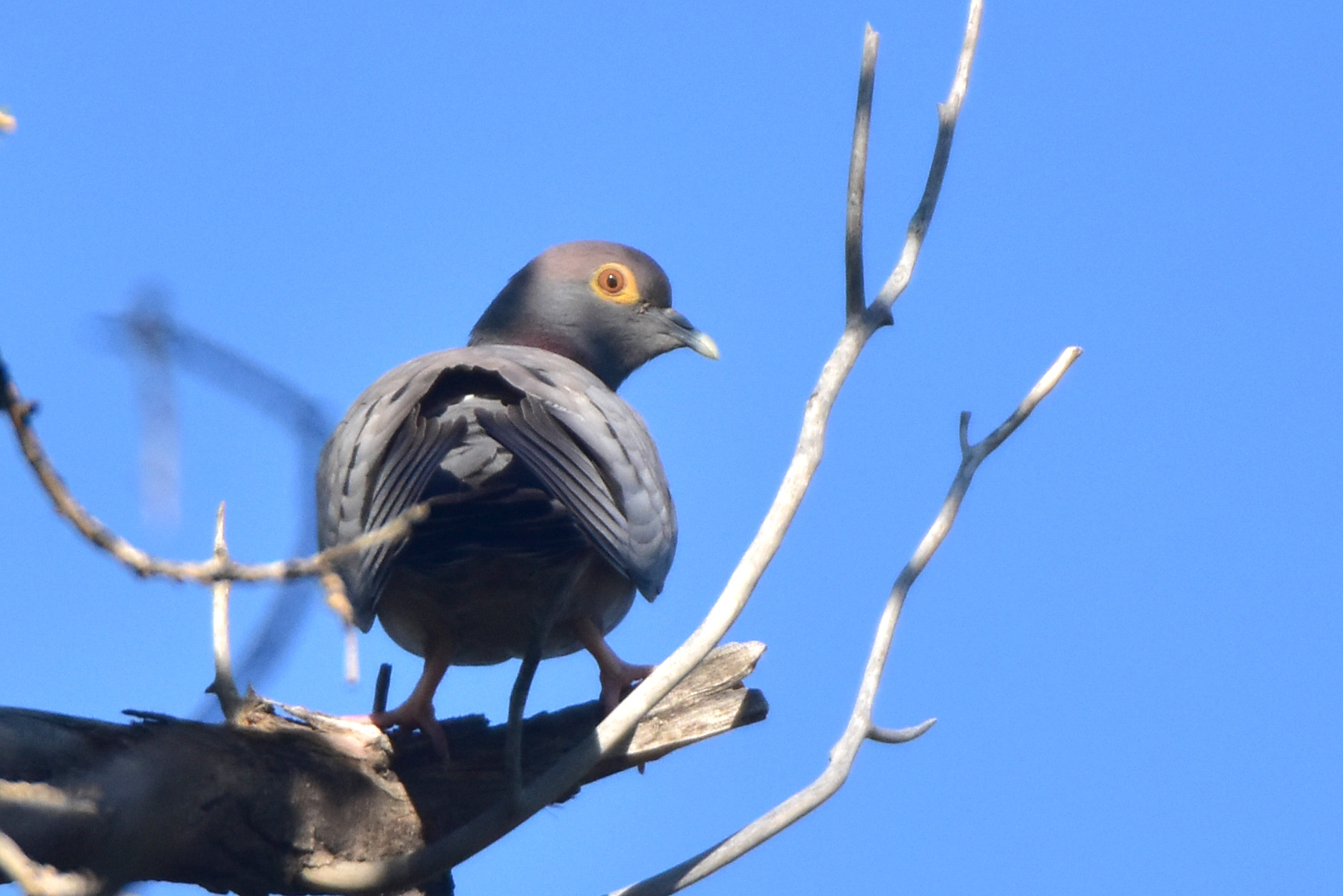
Columba eversmanni

Pasărea a fost descrisă pentru prima dată de ornitologul francez Charles Lucien Bonaparte în 1856. Binomul îl comemorează pe biologul și exploratorul german Eduard Friedrich Eversmann, care a efectuat numeroase cercetări privind flora și fauna din stepele sud-estice ale Rusiei.
Populația porumbelului cu ochi galbeni a scăzut considerabil de-a lungul anilor. Principala amenințare la adresa acestei păsări este vânătoarea, atât în zona de reproducere, cât și în cea de iernare; tendința actuală a populației nu este cunoscută, dar este posibil ca declinul să continue, iar Uniunea Internațională pentru Conservarea Naturii a evaluat starea de conservare a acestei păsări ca fiind „vulnerabilă”.